# Быков, Алексей Алексеевич
Алексе́й Алексе́евич Бы́ков (укр. 	Олексій Олексійович Биков; род. 29 марта 1998, Харцызск, Донецкая область) — украинский футболист, центральный защитник клуба «Заглембе» (Сосновец).

## Клубная карьера
Родился в Харцызске. Воспитанник донецкого «Шахтера», в составе которого выступал в ДЮФЛУ. В сезоне 2015/16 годов провел 4 поединка за команду U-19. Следующий сезон начал в составе «Александрии», в футболке которой сыграл 3 матча за юношескую команду и 4 матча за молодежную команду. Затем перешёл в «Мариуполь» . Дебютировал за «горожан» 18 марта 2018 года в проигранном (0:3) выездном поединке 24-го тура Премьер-лиги против донецкого «Шахтера». Алексей вышел на поле на 79-й минуте, заменив Бесира Демири. 18 апреля 2018 впервые вышел в стартовом составе мариупольцев. Произошло это в проигранном (1:5) выездном поединке 1/2 финала кубка Украины против донецкого «Шахтера». Алексей отыграл весь матч, а на 63-й минуте получил желтую карточку. На послематчевой пресс-конференции главный тренер команды Александр Бабич отметил Алексея Быкова и отметил, что он «уже уверенно стучится в состав».
С 1 апреля 2022 году перешел в исландский «Акюрейри» на правах аренды.

## Карьера в сборной
За национальную сборную до 21 года дебютировал в матче против сборной Грузии. Встреча закончилась ничейным счетом 3:3.